# Abd-al-Màlik ibn Qàtan al-Fihrí
Abd-al-Màlik ibn Qàtan al-Fihrí (àrab: عبد الملك بن قطن الفهري, ʿAbd al-Malik ibn Qaṭan al-Fihrī) (m. Còrdova, 742) fou valí de l'Àndalus (732-734 i 740-741).
Va ser nomenat valí pel valí d'Ifríqiya, després que Abd-ar-Rahman al-Ghafiqí morís prop de Poitiers, en la batalla de Tours. Aquesta derrota, malgrat el seu gran renom històric, no va tenir gran transcendència militar. Impedia prosseguir les algarades cap al nord, però sols de manera temporal. No posava fi al poder musulmà, ni podia evitar futurs atacs.
Abd-al-Màlik va organitzar una nova expedició per a l'any 733 i les tropes àrabs es van dirigir des de Narbona cap al Roine i van remuntar aquest riu, efectuant saquejos a la regió de poca transcendència militar, fins al seu retorn al cap d'unes setmanes.
El 734 Abd-al-Màlik va intentar ocupar Pamplona, on és probable que s'hagués establert un cos de francs de suport, destinat a prevenir noves incursions cap a Aquitania com la del 732. L'atac a la ciutat va fracassar. Una part de l'exèrcit àrab es va ocupar del setge i la resta va prosseguir el seu avanç cap al nord i van poder travessar els Pirineus i entrar a Gascunya, on van obtenir almenys una victòria, però on van acabar completament derrotats per una força militar integrada exclusivament per vascons. Abd-al-Màlik va salvar la vida i va poder tornar a l'Àndalus.
Dos anys després del nomenament, va ser destituït, a causa del seu despotisme i del fracàs militar, i substituït per un nou valí, Uqba as-Salulí. Sentint este prop la mort, va designar –o va ser obligat a designar– Abd-al-Màlik al-Fihrí com el seu successor, càrrec que este va ocupar el 740. Va haver de retirar la guarnició de Galícia en 740 i el territori fou ocupat per Alfons I d'Astúries. En eixe moment, la revolta amaziga del Màgrib s'havia estès a l'Àndalus, i Abd-al-Màlik al-Fihrí va haver de fer-li front amb l'ajut de les tropes de diveros junds sirians dirigides pel general Balj ibn Bixr, qui, una vegada sufocada la rebel·lió amaziga amb tres victòries successives, el va destituir i es va fer proclamar valí per les seues pròpies tropes el setembre del 741.
Abd-al-Màlik, empresonat a Còrdova, va ser ajusticiat eixe mateix any arran d'un problema amb uns ostatges sirians a al-Jazira al-Khadrà (Algesires).